# Fonds-des-Nègres
Fonds-des-Nègres (Haitianisch-Kreolisch Fondenèg) ist eine Gemeinde im Département Nippes von Haiti. Die Gemeinde grenzt an das Département Sud im Süden.

## Geschichte
Die Gegend des heutigen Fonds-des-Nègres wurde im Jahr 1673 auf Initiative des ersten Gouverneurs der französischen Kolonie Saint-Domingue, Bertrand d’Ogeron, gegründet, um Tabak und Zuckerrohr anzubauen.
In der Mitte des 18. Jahrhunderts wurde sie hauptsächlich von Sklaven schwarzer Hautfarbe bewohnt. Bei einer Volkszählung im Jahr 1749 waren von den 5150 Einwohnern 200 Weiße, 450 freigelassene Schwarze und 4500 Sklaven.
Zu dieser Zeit war Fond-des-Nègres nur ein kleiner Weiler, umgeben von Plantagen und gehörte als ländlicher Außenbezirk zur Gemeinde Aquin.
Im Jahr 1800 wurde Fonds-des-Nègres Schauplatz der Rückzugsgefechte des haitianischen Revolutionärs André Rigaud, der von dem späteren Kaiser Haitis, Jean-Jacques Dessalines, im Kampf um die Vormacht im Land angegriffen wurde.
Der Ort erhielt im Jahr 2003, bei Gründung des Département Nippes, den offiziellen Status einer der 144 Gemeinden Haitis.
Am 4. Oktober 2016 verwüstete der Hurrikan Matthew den Südwesten Haitis. In der Gemeinde Fonds-des-Nègres waren schwere Schäden zu verzeichnen und es kam zu einer akuten Nahrungsmittelknappheit.
Im Rahmen der wirtschaftlichen und politischen Krise in Haiti seit 2018 gingen Anfang September 2022 auch in Fonds-des-Nègres Tausende auf die Straße, um gegen die wirtschaftliche Lage und die mangelnde Sicherheit zu protestieren.

## Lage und Beschreibung
Neben dem Stadtzentrum Ville de Fonds-des-Nègres und dem Quartier de Bouzi bestehen vier ländliche Gemeindebezirke:
- Bouzi mit Baptiste, Beaudrouin, Bojo, Boula, Casirois, Chatelier, Maïs Pierre, Mare Cachiman und Pochette,
- Morne Brice mit Abraham, Ca Micheaud, Chevalier, Grande-Savane, La Ferme, Léon, L'Etang und Trahison,
- Pémerle sowie
- Cocoyers-Ducheine mit Dabon, Duverger und Nan Fraicheur.

Durch das Gebiet der Gemeinde Fonds-des-Nègres führt die Route Nationale RN-2. Nordöstlich sind es zu der Stadt Miragoâne 25 Kilometer, während es südwestlich nach Aquin 23 Kilometer sind.

## Fonds-des-Nègres in der Literatur
- Marie Vieux-Chauvet, Carrol F. Coates: Wiedersehen in Fonds-des-Nègres. Manesse Verlag, 2024, ISBN 978-3-7175-2551-6, JSTOR:2931456 (Bei JSTOR ist die englische Ausgabe des Jahres 1991 abrufbar. Das Original erschien im Jahr 1961 in französischer Sprache.).